# Jerzy Sosnkowski
Jerzy Sosnkowski (ur. 23 października 1894 w Warszawie, zm. 10 grudnia 1954 w Argentynie) – polski architekt, projektant wnętrz i pisarz.

## Życiorys
Urodził się 23 października 1894 roku w Warszawie, w rodzinie Józefa Bogdana Sosnkowskiego h. Godziemba (1832–1896) i Zofii z Drabińskich (1858–1938). Jego bratem był generał Kazimierz Sosnkowski. W latach 1913–1914 był członkiem Związku Strzeleckiego we Lwowie. Podczas I wojny światowej, w latach 1914–1917, służył w 1 Pułku Ułanów Legionów Polskich. W latach 1918–1923 służył w pułku swoleżerów i 7 Pułku Ułanów Wojska Polskiego. W 1934, jako oficer pospolitego ruszenia pozostawał w ewidencji Powiatowej Komendy Uzupełnień Warszawa Miasto III. Posiadał przydział do Oficerskiej Kadry Okręgowej Nr I. Był wówczas „przewidziany do użycia w czasie wojny”.
Zaprojektował buławę marszałkowską, którą otrzymał Ferdinand Foch, gdy nadano mu tytuł Marszałka Polski.
W latach 20. XX w. pełnił funkcję inspektora artystycznego Zarządu Miejskiego w Warszawie. W 1927 roku należał do kierownictwa konkursów zorganizowanych w ramach Międzynarodowej Wystawy Sztuki Kinematograficznej w Warszawie. W 1929 roku ukończył studia na Wydziale Architektury Politechniki Warszawskiej, po czym wraz z Juliuszem Żórawskim zaprojektował budynek kina „Atlantic” w Warszawie. Był członkiem warszawskiego oddziału Stowarzyszenia Architektów Polskich. Dzięki koneksjom brata realizował zlecenia wojskowe, takie jak budynki mieszkalne dla Funduszu Kwaterunku Wojskowego na Żoliborzu, czy w Stanisławowie, Jabłonnie i Górze Kalwarii. Zaprojektował także meble dla Wyższej Szkoły Wojennej w Warszawie.
Wraz z Czesławem Piaskowskim zaprojektował scenografię do filmu Rycerze mroku (1932), projektował także scenografię teatralną. Wśród jego projektów wnętrz wyróżnia się wnętrze restauracji Żywiec, w którym zastosowano opływowe kształty tak w elementach architektonicznych jak i w meblach.
Współzałożył pismo „Wnętrze”, którego był redaktorem naczelnym. Jego felietony, m.in. o architekturze i przestrzeni miejskiej, pojawiały się w „Kurierze Warszawskim”. Sosnkowski tworzył ilustracje i reportaże dla „Tygodnika Ilustrowanego” i „Naokoło Świata”. Prowadził odczyty w radiu, a także pisał powieści i opowiadania. W swojej twórczości nie stronił od tematów fantastycznych, pisząc o nieodkrytych krańcach świata, czy – w przypadku zbioru opowiadań Żywe powietrze – o geometrycznych potworach, zagrożeniu ze strony istot rozumnych w przestworzach i stworach przypominających postaci z horrorów H.P. Lovecrafta. W tym samym zbiorze nie szczędził ostrza satyry wobec Janusza Meissnera, kpiąc z jego stylu. Z kolei na zamówienie wydawnictwa Książnica-Atlas napisał dwie dydaktyczne czytanki patriotyczne Białe Orlę i Krew ziemi, które znalazły się w antologii dla młodzieży szkolnej.
Był mężem Zofii Janickiej, z którą miał syna Wacława.

## Ordery i odznaczenia
- Krzyż Niepodległości – 12 maja 1931 „za pracę w dziele odzyskania Niepodległości”[18][19][20]

## Twórczość
Projekty
- kino „Atlantic”, Warszawa (wraz z Juliuszem Żórawskim)[9]
- Dom Oficerski, Legionowo[2] (1929)[21]
- Dom Podoficerski Funduszu Kwaterunku Wojskowego, ul. Dymińska 10a, Warszawa (ok. 1935)[2]
- wnętrze restauracji Żywiec, róg alei Jerozolimskich i ul. Marszałkowskiej, Warszawa[3]
- wnętrze sklepu Mary Mill[7]
- meble dla Wyższej Szkoły Wojennej, Warszawa (1933)[7]

Publikacje książkowe
- 1917: Czerwone wyłogi: szkice i obrazki
- 1923: Dom filozofów
- 1925: Auto, Ty i Ja (miłość maszyn) – powieść
- 1926: Żywe powietrze – nowele
- 1926: Bosman Finta – nowele
- 1927: Radjomiłość – nowele